# Tech Music Schools
Tech Music Schools är en musikskola inriktad på modern, nutida musik inom följande inriktningar: trummor, sång, gitarr, elbas och keyboard. Skolan är belägen i Acton, västra London, Storbritannien, och är främst känd för sin framgångsrika elevskara, däribland Phil Selway och Ed O'Brien från Radiohead. Tech Music Schools är kända internationellt och har ett betydande antal studenter från hela världen. Skolan grundades 1983 av Francis Seriau, trumlärare.

## Kurser
Skolan erbjuder ett antal olika utbildningsnivåer, bland annat kandidatexamen, tvååriga linjer, tremånaderskurser, deltidskurser och privatlektioner. Kollegiet består av lärare som, vid sidan av läraryrket, arbetar professionellt som musiker.
Tech Music Schools bedriver ett antal högt ansedda stipendium tillsammans med olika tidskrifter. De har även diverse samarbetspartner inom media, däribland EMI's Music Sound Foundation bursaries. Några av de artister som stödjer stipendiet är Sir George Martin, Sir Paul McCartney, Yoko Ono, Sir Simon Rattle, Sir Cliff Richard, Diana Ross, Mstislav Rostropovitj och Tina Turner.

## Elever
- Mick Avory - The Kinks [3]
- Brian Greene - George Benson, Cliff Richard[3]
- Phil Selway - Radiohead[2]
- Ed O'Brien - Radiohead[2]
- Amy Studt[3]